# Superliga Brasileira de Voleibol Feminino de 2019–20 - Série A
A Superliga Brasileira de Voleibol Feminino de 2019–20 - Série A foi a 26.ª edição desta competição organizada pela Confederação Brasileira de Voleibol através da Unidade de Competições Nacionais. Também foi a 42.ª edição do Campeonato Brasileiro de Voleibol Feminino, a principal competição entre clubes de voleibol feminino do Brasil. A competição foi cancelada em 19 de março de 2020 pela Confederação Brasileira de Voleibol antes do início da fase de quartas de finais devido a pandemia de COVID-19, mantendo os rebaixamentos das equipes de Valinhos e São Caetano, porém sem um campeão para temporada. A classificação final do campeonato respeita os resultados da primeira fase.

## Regulamento
A fase classificatória da competição será disputada por doze equipes em dois turnos. Em cada turno, todos os times jogarão entre si uma única vez. Os jogos do segundo turno serão realizados na mesma ordem do primeiro, apenas com o mando de quadra invertido.
Os oito clubes primeiros colocados se classificam para os play-offs. Nesta fase, a vitória por 3-0 ou 3-1 garante três pontos para o ganhador e nenhum ponto para o perdedor. Já com o placar de 3-2, o ganhador da partida soma dois pontos e o perdedor um. Os dois últimos colocados serão rebaixados para a Série B 2020.
Na seguinte ordem serão os critérios de desempate:número de vitórias,sets average, pontos average; confronto direto (no caso de empate entre duas equipes) e por último sorteio. Os play-offs serão divididos em três fases - quartas-de-final, semi-finais e final.
Nas quartas-de-final haverá um cruzamento entre as equipes com os melhores índices técnicos seguindo a lógica: 1ª x 8ª (A); 2ª x 7ª(B); 3ª x 6ª(C) e 4ª x 5ª(D). Estas jogarão partidas em melhor de 3 (jogos), sendo um mando de campo para cada e o jogo de desempate, caso necessário, no ginásio da equipe com o melhor índice técnico da fase classificatória.
As semifinais serão disputadas pelas equipes que passaram das quartas-de-final, seguindo a lógica: vencedora do duelo A x vencedora do duelo D; vencedora do duelo B x vencedora do duelo C. Estas jogarão novamente partidas em melhor de 3 (jogos), sendo um mando de campo para cada e o jogo de desempate, caso necessário, no ginásio da equipe com o melhor índice técnico da fase classificatória.
As vencedoras se classificam para a final, que será por melhor de 3 jogos no estado do primeiro colocado da fase classificatória. A terceira e a quarta colocações foram definidas pelo melhor índice técnico da fase classificatória.
Os sets do torneio foram disputados até 25 pontos com a diferença mínima de dois pontos (com exceção do quinto set, que foi vencido pela equipe que fizesse 15 pontos com pelo menos dois de diferença). Ocorreram paradas técnicas no 8º e no 16º pontos da equipe que primeiro os alcançaram.

## Equipes participantes
Doze equipes disputam o título da Superliga Feminina de 2019/2020- Série A. São elas:
| Equipe                  | Cidade             | Pos. temporada 2018/19 | Ginásio                       | Capacidade   | Títulos | Sesi/Vôlei Bauru São Caetano Minas Pinheiros Barueri Valinhos Praia Clube Osasco Curitiba Vôlei Rio de Janeiro: Rio de Janeiro Fluminense FlamengoSuperliga Brasileira de Voleibol Feminino de 2019–20 - Série A (Brasil) |
| ----------------------- | ------------------ | ---------------------- | ----------------------------- | ------------ | ------- | --- |
| SESC Rio                | Rio de Janeiro     | 5º (Superliga A)       | Tijuca TC/Jeunesse Arena      | 3 000/12 000 | 12      | Sesi/Vôlei Bauru São Caetano Minas Pinheiros Barueri Valinhos Praia Clube Osasco Curitiba Vôlei Rio de Janeiro: Rio de Janeiro Fluminense FlamengoSuperliga Brasileira de Voleibol Feminino de 2019–20 - Série A (Brasil) |
| Curitiba Vôlei          | Curitiba           | 8º (Superliga A)       | Ginásio Universidade Positivo | 800          | 0       | Sesi/Vôlei Bauru São Caetano Minas Pinheiros Barueri Valinhos Praia Clube Osasco Curitiba Vôlei Rio de Janeiro: Rio de Janeiro Fluminense FlamengoSuperliga Brasileira de Voleibol Feminino de 2019–20 - Série A (Brasil) |
| Osasco Audax            | Osasco             | 3º (Superliga A)       | José Liberatti                | 4 500        | 5       | Sesi/Vôlei Bauru São Caetano Minas Pinheiros Barueri Valinhos Praia Clube Osasco Curitiba Vôlei Rio de Janeiro: Rio de Janeiro Fluminense FlamengoSuperliga Brasileira de Voleibol Feminino de 2019–20 - Série A (Brasil) |
| Praia Clube             | Uberlândia         | 2º (Superliga A)       | Arena Praia                   | 3 000        | 1       | Sesi/Vôlei Bauru São Caetano Minas Pinheiros Barueri Valinhos Praia Clube Osasco Curitiba Vôlei Rio de Janeiro: Rio de Janeiro Fluminense FlamengoSuperliga Brasileira de Voleibol Feminino de 2019–20 - Série A (Brasil) |
| Pinheiros               | São Paulo          | 9º (Superliga A)       | Henrique Villaboim            | 1 100        | 0       | Sesi/Vôlei Bauru São Caetano Minas Pinheiros Barueri Valinhos Praia Clube Osasco Curitiba Vôlei Rio de Janeiro: Rio de Janeiro Fluminense FlamengoSuperliga Brasileira de Voleibol Feminino de 2019–20 - Série A (Brasil) |
| São Caetano             | São Caetano do Sul | 10º (Superliga A)      | Lauro Gomes                   | 5 000        | 1       | Sesi/Vôlei Bauru São Caetano Minas Pinheiros Barueri Valinhos Praia Clube Osasco Curitiba Vôlei Rio de Janeiro: Rio de Janeiro Fluminense FlamengoSuperliga Brasileira de Voleibol Feminino de 2019–20 - Série A (Brasil) |
| Flamengo                | Rio de Janeiro     | 2º (Superliga B)       | Maracanazinho                 | 12 000       | 1       | Sesi/Vôlei Bauru São Caetano Minas Pinheiros Barueri Valinhos Praia Clube Osasco Curitiba Vôlei Rio de Janeiro: Rio de Janeiro Fluminense FlamengoSuperliga Brasileira de Voleibol Feminino de 2019–20 - Série A (Brasil) |
| Fluminense              | Rio de Janeiro     | 7º (Superliga A)       | Ginásio da Hebraica           | 1 000        | 2       | Sesi/Vôlei Bauru São Caetano Minas Pinheiros Barueri Valinhos Praia Clube Osasco Curitiba Vôlei Rio de Janeiro: Rio de Janeiro Fluminense FlamengoSuperliga Brasileira de Voleibol Feminino de 2019–20 - Série A (Brasil) |
| Itambé Minas            | Belo Horizonte     | 1º (Superliga A)       | Arena Minas                   | 3 650        | 3       | Sesi/Vôlei Bauru São Caetano Minas Pinheiros Barueri Valinhos Praia Clube Osasco Curitiba Vôlei Rio de Janeiro: Rio de Janeiro Fluminense FlamengoSuperliga Brasileira de Voleibol Feminino de 2019–20 - Série A (Brasil) |
| Valinhos                | Valinhos           | 1º (Superliga B)       | Pedro Ezequiel                | 3 500        | 0       | Sesi/Vôlei Bauru São Caetano Minas Pinheiros Barueri Valinhos Praia Clube Osasco Curitiba Vôlei Rio de Janeiro: Rio de Janeiro Fluminense FlamengoSuperliga Brasileira de Voleibol Feminino de 2019–20 - Série A (Brasil) |
| Sesi/Vôlei Bauru        | Bauru              | 4º (Superliga A)       | Panela de Pressão             | 2 000        | 0       | Sesi/Vôlei Bauru São Caetano Minas Pinheiros Barueri Valinhos Praia Clube Osasco Curitiba Vôlei Rio de Janeiro: Rio de Janeiro Fluminense FlamengoSuperliga Brasileira de Voleibol Feminino de 2019–20 - Série A (Brasil) |
| São Paulo/Barueri[spfc] | Barueri            | 6º (Superliga A)       | José Corrêa                   | 5 000        | 0       | Sesi/Vôlei Bauru São Caetano Minas Pinheiros Barueri Valinhos Praia Clube Osasco Curitiba Vôlei Rio de Janeiro: Rio de Janeiro Fluminense FlamengoSuperliga Brasileira de Voleibol Feminino de 2019–20 - Série A (Brasil) |

Notas
[spfc] ^ :A equipe do São Paulo FC fará parceria com o Barueri.

## Fase classificatória

### Classificação
- Vitória por 3 sets a 0 ou 3 a 1: 3 pontos para o vencedor;
- Vitória por 3 sets a 2: 2 pontos para o vencedor e 1 ponto para o perdedor.
- Não comparecimento, a equipe perde 2 pontos.
- Em caso de igualdade por pontos, os seguintes critérios servem como desempate: número de vitórias, razão de sets e razão de ralis.

|  |                                                       |
|  | (Q) - Equipes classificadas às quartas-de-final.      |
|  | Equipes eliminadas e mantidas para a Série A 2020-21. |
|  | (R) - Equipes rebaixadas para a Série B 2020.         |

|     |                   |     | Jogos | Jogos | Jogos | Resultados | Resultados | Resultados | Resultados | Resultados | Resultados | Sets | Sets | Sets  | Pontos | Pontos | Pontos |
| Pos | Equipe            | Pts | T     | V     | D     | 3–0        | 3–1        | 3–2        | 2–3        | 1–3        | 0–3        | V    | P    | R     | V      | P      | R      |
| --- | ----------------- | --- | ----- | ----- | ----- | ---------- | ---------- | ---------- | ---------- | ---------- | ---------- | ---- | ---- | ----- | ------ | ------ | ------ |
| 1   | Praia Clube       | 58  | 22    | 20    | 2     | 12         | 6          | 2          | 0          | 1          | 1          | 61   | 16   | 3.813 | 1854   | 1477   | 1.255  |
| 2   | SESC Rio          | 57  | 22    | 20    | 2     | 12         | 5          | 3          | 0          | 1          | 1          | 61   | 17   | 3.588 | 1878   | 1588   | 1.183  |
| 3   | Itambé Minas      | 57  | 22    | 19    | 3     | 12         | 5          | 2          | 2          | 1          | 0          | 62   | 18   | 3.444 | 1884   | 1579   | 1.193  |
| 4   | Sesi/Vôlei Bauru  | 43  | 22    | 13    | 9     | 9          | 2          | 2          | 6          | 1          | 2          | 52   | 33   | 1.576 | 1900   | 1778   | 1.069  |
| 5   | Osasco Audax      | 41  | 22    | 15    | 7     | 4          | 6          | 5          | 1          | 3          | 3          | 50   | 37   | 1.351 | 1916   | 1852   | 1.035  |
| 6   | São Paulo Barueri | 34  | 22    | 11    | 11    | 5          | 5          | 1          | 2          | 3          | 6          | 40   | 40   | 1,000 | 1763   | 1736   | 1.016  |
| 7   | Fluminense        | 30  | 22    | 11    | 11    | 6          | 1          | 4          | 1          | 3          | 7          | 38   | 42   | 0.905 | 1761   | 1704   | 1.033  |
| 8   | Curitiba Vôlei    | 23  | 22    | 8     | 14    | 6          | 1          | 1          | 0          | 5          | 9          | 29   | 45   | 0.644 | 1593   | 1698   | 0.938  |
| 9   | Pinheiros         | 18  | 22    | 6     | 16    | 0          | 3          | 3          | 3          | 8          | 5          | 32   | 57   | 0.561 | 1863   | 2032   | 0.917  |
| 10  | Flamengo          | 16  | 22    | 4     | 18    | 1          | 2          | 1          | 5          | 4          | 9          | 26   | 58   | 0.448 | 1707   | 1903   | 0.897  |
| 11  | Valinhos          | 12  | 22    | 4     | 18    | 1          | 3          | 0          | 0          | 5          | 13         | 17   | 57   | 0.298 | 1417   | 1793   | 0.790  |
| 12  | São Caetano       | 7   | 22    | 1     | 21    | 0          | 0          | 1          | 5          | 4          | 12         | 17   | 65   | 0.262 | 1550   | 1946   | 0.797  |

### Turno
- Local: Os times que estão ao lado esquerdo da tabela jogam em casa.

#### 1ª Rodada
| Data      | Hora  |                   | Placar |                  | Set 1 | Set 2 | Set 3 | Set 4 | Set 5 | Total  | Relatório |
| --------- | ----- | ----------------- | ------ | ---------------- | ----- | ----- | ----- | ----- | ----- | ------ | --------- |
| 12 nov 19 | 19:30 | São Caetano       | 0–3    | Osasco Audax     | 17–25 | 19–25 | 17–25 |       |       | 53–75  | Relatório |
| 12 nov 19 | 19:30 | São Paulo Barueri | 3–0    | Fluminense       | 27–25 | 25–20 | 25–18 |       |       | 77–63  | Relatório |
| 12 nov 19 | 20:00 | Valinhos          | 0–3    | Praia Clube      | 16–25 | 21–25 | 15–25 |       |       | 52–75  | Relatório |
| 12 nov 19 | 20:00 | Pinheiros         | 3–2    | Sesi/Vôlei Bauru | 25–22 | 26–24 | 23–25 | 17-25 | 15-10 | 106–71 | Relatório |
| 12 nov 19 | 20:00 | Curitiba Vôlei    | 0–3    | SESC Rio         | 25–27 | 16–25 | 19–25 |       |       | 60–77  | Relatório |
| 12 nov 19 | 21:30 | Flamengo          | 0–3    | Itambé Minas     | 22–25 | 21–25 | 30–32 |       |       | 73–82  | Relatório |

#### 2ª Rodada
| Data      | Hora  |                    | Placar |                      | Set 1 | Set 2 | Set 3 | Set 4 | Set 5 | Total | Relatório |
| --------- | ----- | ------------------ | ------ | -------------------- | ----- | ----- | ----- | ----- | ----- | ----- | --------- |
| 15 nov 19 | 19:30 | 'Sesi/Vôlei Bauru' | 3–0    | Curitiba Vôlei       | 25–16 | 25–15 | 25–19 |       |       | 75–50 | 75–50     |
| 15 nov 19 | 20:00 | Flamengo           | 0–3    | ' São Paulo Barueri' | 17–25 | 17–25 | 23–25 |       |       | 57–75 | 57–75     |
| 15 nov 19 | 20:00 | Valinhos           | 0–3    | Itambé Minas         | 8–25  | 17–25 | 16–25 |       |       | 41–75 | 41–75     |
| 15 nov 19 | 20:30 | 'SESC Rio'         | 3–1    | Fluminense           | 21–25 | 25–23 | 25–18 | 25-19 |       | 96–66 | 96–85     |
| 15 nov 19 | 21:30 | 'Praia Clube'      | 3–0    | São Caetano          | 25–14 | 25–13 | 25–13 |       |       | 75–40 | 75–40     |
| 16 nov 19 | 19:00 | 'Osasco Audax'     | 3–1    | Pinheiros            | 21–25 | 25–23 | 25–18 | 25-14 |       | 96–66 | 96–80     |

#### 3ª Rodada
| Data      | Hora  |                   | Placar |                  | Set 1 | Set 2 | Set 3 | Set 4 | Set 5 | Total  | Relatório |
| --------- | ----- | ----------------- | ------ | ---------------- | ----- | ----- | ----- | ----- | ----- | ------ | --------- |
| 17 nov 19 | 17:30 | São Caetano       | 0–3    | Itambé Minas     | 11–25 | 14–25 | 17–25 |       |       | 42–75  | 42–75     |
| 19 nov 19 | 20:30 | Valinhos          | 1–3    | ' Flamengo'      | 25–22 | 10–25 | 11–25 | 18-25 |       | 64–72  | 64–97     |
| 19 nov 19 | 20:30 | Pinheiros         | 1–3    | ' Praia Clube'   | 15–25 | 29–27 | 22–25 | 24-26 |       | 90–77  | 90–103    |
| 19 nov 19 | 20:30 | Curitiba Vôlei    | 0–3    | ' Osasco Audax'  | 19–25 | 23–25 | 14–25 |       |       | 56–75  | 56–75     |
| 19 nov 19 | 21:30 | São Paulo Barueri | 0–3    | ' SESC Rio'      | 24–26 | 23–25 | 22–25 |       |       | 69–76  | 69–76     |
| 17 dez 19 | 20:30 | Fluminense        | 3–2    | Sesi/Vôlei Bauru | 25–23 | 22–25 | 23–25 | 25-20 | 15–10 | 110–83 | 110-103   |

#### 4ª Rodada
| Data      | Hora  |                  | Placar |                   | Set 1 | Set 2 | Set 3 | Set 4 | Set 5 | Total  | Relatório |
| --------- | ----- | ---------------- | ------ | ----------------- | ----- | ----- | ----- | ----- | ----- | ------ | --------- |
| 22 nov 19 | 19:30 | Praia Clube      | 3–1    | Curitiba Vôlei    | 25–19 | 26–24 | 21–25 | 25-21 |       | 97–68  | 97–89     |
| 22 nov 19 | 20:00 | Itambé Minas     | 3–2    | Pinheiros         | 25–15 | 25–17 | 22–25 | 22-25 | 20-18 | 114–57 | 114–100   |
| 22 nov 19 | 21:30 | Flamengo         | 0–3    | ' SESC Rio'       | 21–25 | 27–29 | 14–25 |       |       | 62–79  | 62–79     |
| 23 nov 19 | 19:00 | Sesi/Vôlei Bauru | 3–1    | São Paulo Barueri | 17–25 | 25–17 | 25–20 | 25-18 |       | 92–62  | 92–80     |
| 11 dez 19 | 20:00 | Fluminense       | 2–3    | ' Osasco Audax'   | 25–21 | 22–25 | 25–22 | 19-25 | 11-15 | 102–68 | 102–108   |
| 16 dez 19 | 20:00 | Valinhos         | 3–0    | São Caetano       | 25–19 | 26–24 | 25–22 |       |       | 76–65  | 76–64     |

#### 5ª Rodada
| Data      | Hora  |                   | Placar |                  | Set 1 | Set 2 | Set 3 | Set 4 | Set 5 | Total  | Relatório |
| --------- | ----- | ----------------- | ------ | ---------------- | ----- | ----- | ----- | ----- | ----- | ------ | --------- |
| 25 nov 19 | 19:30 | 'Itambé Minas'    | 3–0    | Curitiba Vôlei   | 25–19 | 25–20 | 25–23 |       |       | 75–62  | 75–62     |
| 25 nov 19 | 18:00 | 'Praia Clube'     | 3–1    | Fluminense       | 25–19 | 25–11 | 29–31 | 25-18 |       | 104–61 | 104–79    |
| 25 nov 19 | 19:30 | 'SESC Rio'        | 3–0    | Sesi/Vôlei Bauru | 25–23 | 25–22 | 25–18 |       |       | 75–63  | 75–63     |
| 25 nov 19 | 20:00 | 'Pinheiros'       | 3–1    | Valinhos         | 23–25 | 25–17 | 28–26 | 25-16 |       | 101–68 | 101–84    |
| 25 nov 19 | 21:00 | São Caetano       | 1–3    | ' Flamengo'      | 21–25 | 14–25 | 27–25 | 22-25 |       | 84–75  | 84–100    |
| 25 nov 19 | 21:00 | São Paulo Barueri | 2–3    | ' Osasco Audax'  | 23–25 | 25–15 | 25–17 | 23-25 | 10-15 | 106–57 | 106–97    |

#### 6ª Rodada
| Data      | Hora  |                   | Placar |                  | Set 1 | Set 2 | Set 3 | Set 4 | Set 5 | Total  | Relatório |
| --------- | ----- | ----------------- | ------ | ---------------- | ----- | ----- | ----- | ----- | ----- | ------ | --------- |
| 29 nov 19 | 18:00 | Valinhos          | 0–3    | Curitiba Vôlei   | 18–25 | 14–25 | 17–25 |       |       | 49–75  | 49–75     |
| 29 nov 19 | 19:00 | Flamengo          | 0–3    | Sesi/Vôlei Bauru | 14–25 | 22–25 | 23–25 |       |       | 59–75  | 59–75     |
| 29 nov 19 | 21:30 | Osasco Audax      | 2–3    | SESC Rio         | 23–25 | 25–21 | 22–25 | 25-21 | 5-15  | 100–71 | 100–107   |
| 30 nov 19 | 19:00 | São Caetano       | 2–3    | Pinheiros        | 25–16 | 21–25 | 19–25 | 25-19 | 13-15 | 103–66 | 103–100   |
| 07 jan 20 | 19:30 | São Paulo Barueri | 1–3    | Praia Clube      | 20–25 | 25–22 | 11–25 | 22-25 |       | 78–72  | 78–87     |
| 07 jan 20 | 20:00 | Itambé Minas      | 3–0    | Fluminense       | 25–20 | 28–26 | 25–13 |       |       | 78–59  | 78–59     |

#### 7ª Rodada
| Data      | Hora  |                   | Placar |              | Set 1 | Set 2 | Set 3 | Set 4 | Set 5 | Total  | Relatório |
| --------- | ----- | ----------------- | ------ | ------------ | ----- | ----- | ----- | ----- | ----- | ------ | --------- |
| 06 dez 19 | 19:00 | Fluminense        | 3–0    | Valinhos     | 25–21 | 25–18 | 25–15 |       |       | 75–54  | 75–54     |
| 06 dez 19 | 20:00 | Curitiba Vôlei    | 3–2    | São Caetano  | 27–25 | 26–28 | 25–17 | 23-25 | 15-12 | 116–70 | 116–107   |
| 06 dez 19 | 21:30 | Sesi/Vôlei Bauru  | 2–3    | Osasco Audax | 27–29 | 18–25 | 25–20 | 25-20 | 13-15 | 108–74 | 108–109   |
| 07 dez 19 | 19:00 | Pinheiros         | 3–1    | Flamengo     | 23–25 | 25–8  | 25–22 | 25-19 |       | 98–55  | 98–74     |
| 17 dez 19 | 20:00 | São Paulo Barueri | 0–3    | Itambé Minas | 18–25 | 21–25 | 14–25 |       |       | 53–75  | 53–75     |
| 18 dez 19 | 18:30 | Praia Clube       | 0–3    | SESC Rio     | 21–25 | 14–25 | 24–26 |       |       | 59–76  | 59–76     |

#### 8ª Rodada
| Data      | Hora  |              | Placar |                   | Set 1 | Set 2 | Set 3 | Set 4 | Set 5 | Total  | Relatório |
| --------- | ----- | ------------ | ------ | ----------------- | ----- | ----- | ----- | ----- | ----- | ------ | --------- |
| 13 dez 19 | 18:00 | Praia Clube  | 3–0    | Sesi/Vôlei Bauru  | 25–20 | 27–25 | 25–15 |       |       | 77–60  | 77–60     |
| 13 dez 19 | 19:00 | Flamengo     | 2–3    | Osasco Audax      | 25–27 | 23–25 | 30–28 | 25-21 | 10-15 | 113–80 | 113–116   |
| 13 dez 19 | 19:00 | Pinheiros    | 0–3    | Curitiba Vôlei    | 18–25 | 17–25 | 19–25 |       |       | 54–75  | 54–75     |
| 14 dez 19 | 17:00 | São Caetano  | 2–3    | Fluminense        | 16–25 | 25–23 | 14–25 | 25–21 | 6–15  | 86–109 | 86–109    |
| 14 dez 19 | 19:30 | Valinhos     | 1–3    | São Paulo Barueri | 28–30 | 25–23 | 23–25 | 16–25 |       | 92–103 | 92–103    |
| 14 dez 19 | 21:30 | Itambé Minas | 3–0    | SESC Rio          | 25–23 | 25–20 | 25–22 |       |       | 75–65  | 75–65     |

#### 9ª Rodada
| Data      | Hora  |                   | Placar |              | Set 1 | Set 2 | Set 3 | Set 4 | Set 5 | Total  | Relatório |
| --------- | ----- | ----------------- | ------ | ------------ | ----- | ----- | ----- | ----- | ----- | ------ | --------- |
| 20 dez 19 | 19:00 | Sesi/Vôlei Bauru  | 2–3    | Itambé Minas | 25–20 | 22–25 | 25–21 | 17-25 | 7-15  | 96–66  | 96–106    |
| 20 dez 19 | 19:00 | Curitiba Vôlei    | 3–0    | Flamengo     | 25-22 | 25–17 | 25–21 |       |       | 75–38  | 75–60     |
| 20 dez 19 | 20:00 | Fluminense        | 3–2    | Pinheiros    | 25–18 | 22–25 | 25–21 | 22-15 | 15-9  | 109–64 | 109–98    |
| 21 dez 19 | 17:00 | São Paulo Barueri | 3–2    | São Caetano  | 25–19 | 28–30 | 22–25 | 25-14 | 16-14 | 116–74 | 116–88    |
| 21 dez 19 | 19:00 | Osasco Audax      | 1–3    | Praia Clube  | 18–25 | 25–22 | 13–25 | 17-25 |       | 73–72  | 73–97     |
| 22 dez 19 | 11:00 | SESC Rio          | 3–0    | Valinhos     | 25–18 | 25–17 | 25–10 |       |       | 75–45  | 75–45     |

#### 10ª Rodada
| Data      | Hora  |                | Placar |                   | Set 1 | Set 2 | Set 3 | Set 4 | Set 5 | Total | Relatório |
| --------- | ----- | -------------- | ------ | ----------------- | ----- | ----- | ----- | ----- | ----- | ----- | --------- |
| 03 dez 19 | 19:30 | Valinhos       | 0–3    | Sesi/Vôlei Bauru  | 13–25 | 18–25 | 19–25 |       |       | 50–75 | 50–75     |
| 03 dez 19 | 19:30 | São Caetano    | 0–3    | SESC Rio          | 20–25 | 20–25 | 15–25 |       |       | 55–75 | 55–75     |
| 10 jan 20 | 19:30 | Itambé Minas   | 2–3    | Osasco Audax      | 20–25 | 25–21 | 25–16 | 20–25 | 9-15  | 99–87 | 99–102    |
| 10 jan 20 | 19:30 | Curitiba Vôlei | 1–3    | Fluminense        | 25–20 | 16–25 | 22–25 | 18–25 |       | 81–95 | 81–95     |
| 10 jan 20 | 19:30 | Flamengo       | 0–3    | Praia Clube       | 20–25 | 19–25 | 17–25 |       |       | 56–75 | 56–75     |
| 10 jan 20 | 19:30 | Pinheiros      | 3–1    | São Paulo Barueri | 25–21 | 14–25 | 25–18 | 25–17 |       | 89–81 | 89–81     |

#### 11ª Rodada
| Data      | Hora  |                   | Placar |                | Set 1 | Set 2 | Set 3 | Set 4 | Set 5 | Total  | Relatório |
| --------- | ----- | ----------------- | ------ | -------------- | ----- | ----- | ----- | ----- | ----- | ------ | --------- |
| 10 dez 19 | 19:30 | SESC Rio          | 3–1    | Pinheiros      | 25–22 | 25–19 | 20–25 | 26–24 |       | 96–90  | 96–90     |
| 10 dez 19 | 19:30 | Sesi/Vôlei Bauru  | 3–0    | São Caetano    | 25–16 | 25–18 | 25–22 |       |       | 75–56  | 75–56     |
| 14 jan 20 | 19:00 | Fluminense        | 3–0    | Flamengo       | 25–16 | 25–14 | 25–15 |       |       | 75–45  | 75–45     |
| 14 jan 20 | 19:30 | São Paulo Barueri | 3–1    | Curitiba Vôlei | 25–19 | 20–25 | 25–22 | 25-15 |       | 95–66  | 95–81     |
| 14 jan 20 | 20:00 | Osasco Audax      | 3–0    | Valinhos       | 25–12 | 25–17 | 25–20 |       |       | 75–49  | 75–49     |
| 14 jan 20 | 21:30 | Praia Clube       | 3–2    | Itambé Minas   | 25–21 | 16–25 | 22–25 | 25-19 | 15-9  | 103–71 | 103–99    |

### Returno
- Local: Os times que estão ao lado esquerdo da tabela jogam em casa.

#### 1ª Rodada
| Data      | Hora  |                    | Placar |                   | Set 1 | Set 2 | Set 3 | Set 4 | Set 5 | Total | Relatório |
| --------- | ----- | ------------------ | ------ | ----------------- | ----- | ----- | ----- | ----- | ----- | ----- | --------- |
| 17 jan 20 | 19:30 | 'Praia Clube'      | 3–0    | Valinhos          | 25–20 | 25–16 | 25–9  |       |       | 75–45 | 75–45     |
| 17 jan 20 | 19:30 | 'Sesi/Vôlei Bauru' | 3–1    | Pinheiros         | 25–20 | 21–25 | 25–18 | 25-23 |       | 96–63 | 96–86     |
| 17 jan 20 | 19:30 | 'SESC Rio'         | 3–0    | Curitiba Vôlei    | 25–16 | 25–17 | 25–20 |       |       | 75–53 | 75–53     |
| 17 jan 20 | 20:00 | São Caetano        | 1–3    | ' Osasco Audax'   | 25–23 | 12–25 | 22–25 | 21-25 |       | 80–73 | 80–98     |
| 17 jan 20 | 21:30 | 'Itambé Minas'     | 3–1    | Flamengo          | 22–25 | 25–17 | 27–25 | 25-17 |       | 99–67 | 99–84     |
| 18 jan 20 | 19:30 | 'Fluminense'       | 3–0    | São Paulo Barueri | 25–22 | 27–25 | 25–19 |       |       | 77–66 | 77–66     |

#### 2ª Rodada
| Data      | Hora  |                     | Placar |                     | Set 1 | Set 2 | Set 3 | Set 4 | Set 5 | Total | Relatório |
| --------- | ----- | ------------------- | ------ | ------------------- | ----- | ----- | ----- | ----- | ----- | ----- | --------- |
| 23 jan 20 | 21:30 | Curitiba Vôlei      | 0–3    | ' Sesi/Vôlei Bauru' | 18–25 | 21–25 | 18–25 |       |       | 57–75 | 57–75     |
| 24 jan 20 | 19:30 | 'São Paulo Barueri' | 3–0    | Flamengo            | 25–11 | 25–19 | 25–21 |       |       | 75–51 | 75–51     |
| 24 jan 20 | 20:00 | Fluminense          | 0–3    | ' SESC Rio'         | 22–25 | 20–25 | 14–25 |       |       | 56–75 | 56–75     |
| 24 jan 20 | 20:00 | Pinheiros           | 1–3    | ' Osasco Audax'     | 25–18 | 20–25 | 18–25 | 23-25 |       | 86–68 | 86-93     |
| 24 jan 20 | 20:00 | 'Itambé Minas'      | 3–0    | Valinhos            | 25–20 | 25–23 | 25–18 |       |       | 75–61 | 75–61     |
| 25 jan 20 | 19:30 | São Caetano         | 0–3    | ' Praia Clube'      | 16–25 | 11–25 | 15–25 |       |       | 42–75 | 42–75     |

#### 3ª Rodada
| Data      | Hora  |                    | Placar |                   | Set 1 | Set 2 | Set 3 | Set 4 | Set 5 | Total | Relatório |
| --------- | ----- | ------------------ | ------ | ----------------- | ----- | ----- | ----- | ----- | ----- | ----- | --------- |
| 28 jan 20 | 19:30 | 'SESC Rio'         | 3–0    | São Paulo Barueri | 25–20 | 25–17 | 25–15 |       |       | 75–52 | 75–52     |
| 28 jan 20 | 19:30 | 'Praia Clube'      | 3–0    | Pinheiros         | 25–17 | 25–19 | 25–19 |       |       | 75–55 | 75–55     |
| 28 jan 20 | 20:00 | 'Sesi/Vôlei Bauru' | 3–0    | Fluminense        | 25–20 | 27–25 | 30–28 |       |       | 82–73 | 82–73     |
| 28 jan 20 | 20:00 | Flamengo           | 1–3    | ' Valinhos'       | 25–22 | 20–25 | 22-25 | 22-25 |       | 89–47 | 89–97     |
| 28 jan 20 | 20:00 | 'Itambé Minas'     | 3–0    | São Caetano       | 25–21 | 25–22 | 25–16 |       |       | 75–59 | 75–59     |
| 28 jan 20 | 20:00 | 'Osasco Audax'     | 3–0    | Curitiba Vôlei    | 25–20 | 25–21 | 25–18 |       |       | 75–59 | 75-59     |

#### 4ª Rodada
| Data      | Hora  |                   | Placar |                     | Set 1 | Set 2 | Set 3 | Set 4 | Set 5 | Total  | Relatório |
| --------- | ----- | ----------------- | ------ | ------------------- | ----- | ----- | ----- | ----- | ----- | ------ | --------- |
| 02 fev 20 | 21:30 | São Caetano       | 1–3    | ' Valinhos'         | 20–25 | 25–18 | 23–25 | 22-25 |       | 90–68  | 90–93     |
| 04 fev 20 | 19:00 | 'Osasco Audax'    | 3–1    | Fluminense          | 21–25 | 25–17 | 25–18 | 25-20 |       | 96–60  | 96–80     |
| 04 fev 20 | 19:30 | 'SESC Rio'        | 3–2    | Flamengo            | 23–25 | 25–18 | 22–25 | 25-18 | 15-8  | 110–68 | 110–94    |
| 04 fev 20 | 19:30 | São Paulo Barueri | 2–3    | ' Sesi/Vôlei Bauru' | 25–21 | 26–28 | 21–25 | 25-22 | 12-15 | 109–74 | 109–111   |
| 04 fev 20 | 20:00 | Curitiba Vôlei    | 0–3    | ' Praia Clube'      | 22–25 | 12–25 | 18–25 |       |       | 52–75  | 52–75     |
| 04 fev 20 | 20:00 | Pinheiros         | 0–3    | ' Itambé Minas'     | 13–25 | 22–25 | 17–25 |       |       | 52–75  | 52–75     |

#### 5ª Rodada
| Data      | Hora  |                  | Placar |                      | Set 1 | Set 2 | Set 3 | Set 4 | Set 5 | Total | Relatório |
| --------- | ----- | ---------------- | ------ | -------------------- | ----- | ----- | ----- | ----- | ----- | ----- | --------- |
| 07 fev 20 | 20:00 | 'Valinhos'       | 3–1    | Pinheiros            | 0–0   | 0–0   | 0–0   |       |       | 0–0   | 0–0       |
| 07 fev 20 | 20:00 | Curitiba Vôlei   | 1–3    | ' Itambé Minas'      | 0–0   | 0–0   | 0–0   |       |       | 0–0   | 0–0       |
| 07 fev 20 | 20:00 | Fluminense       | 0–3    | ' Praia Clube'       | 0–0   | 0–0   | 0–0   |       |       | 0–0   | 0–0       |
| 07 fev 20 | 20:00 | Osasco Audax     | 0–3    | ' São Paulo Barueri' | 0–0   | 0–0   | 0–0   |       |       | 0–0   | 0–0       |
| 07 fev 20 | 21:30 | Sesi/Vôlei Bauru | 2–3    | ' SESC Rio'          | 0–0   | 0–0   | 0–0   |       |       | 0–0   | 0–0       |
| 08 fev 20 | 19:30 | Flamengo         | 2–3    | ' São Caetano'       | 0–0   | 0–0   | 0–0   |       |       | 0–0   | 0–0       |

#### 6ª Rodada
| Data      | Hora  |                    | Placar |                   | Set 1 | Set 2 | Set 3 | Set 4 | Set 5 | Total | Relatório |
| --------- | ----- | ------------------ | ------ | ----------------- | ----- | ----- | ----- | ----- | ----- | ----- | --------- |
| 11 fev 20 | 19:00 | 'SESC Rio'         | 3–1    | Osasco Audax      | 0–0   | 0–0   | 0–0   |       |       | 0–0   | 0–0       |
| 11 fev 20 | 19:30 | 'Sesi/Vôlei Bauru' | 3–2    | Flamengo          | 0–0   | 0–0   | 0–0   |       |       | 0–0   | 0–0       |
| 11 fev 20 | 20:00 | 'Praia Clube'      | 3–0    | São Paulo Barueri | 0–0   | 0–0   | 0–0   |       |       | 0–0   | 0–0       |
| 11 fev 20 | 20:00 | Fluminense         | 0–3    | ' Itambé Minas'   | 0–0   | 0–0   | 0–0   |       |       | 0–0   | 0–0       |
| 11 fev 20 | 20:00 | 'Curitiba Vôlei'   | 3–0    | Valinhos          | 0–0   | 0–0   | 0–0   |       |       | 0–0   | 0–0       |
| 11 fev 20 | 20:00 | Pinheiros          | 3–2    | São Caetano       | 0–0   | 0–0   | 0–0   |       |       | 0–0   | 0–0       |

#### 7ª Rodada
| Data      | Hora  |                | Placar |                     | Set 1 | Set 2 | Set 3 | Set 4 | Set 5 | Total | Relatório |
| --------- | ----- | -------------- | ------ | ------------------- | ----- | ----- | ----- | ----- | ----- | ----- | --------- |
| 14 fev 20 | 20:00 | 'Flamengo'     | 3–2    | Pinheiros           | 0–0   | 0–0   | 0–0   |       |       | 0–0   | 0–0       |
| 14 fev 20 | 20:00 | Valinhos       | 0–3    | ' Fluminense'       | 0–0   | 0–0   | 0–0   |       |       | 0–0   | 0–0       |
| 14 fev 20 | 20:00 | 'Itambé Minas' | 3–0    | São Paulo Barueri   | 0–0   | 0–0   | 0–0   |       |       | 0–0   | 0–0       |
| 14 fev 20 | 20:30 | SESC Rio       | 1–3    | ' Praia Clube'      | 0–0   | 0–0   | 0–0   |       |       | 0–0   | 0–0       |
| 15 fev 20 | 19:30 | São Caetano    | 0–3    | ' Curitiba Vôlei'   | 0–0   | 0–0   | 0–0   |       |       | 0–0   | 0–0       |
| 15 fev 20 | 19:30 | Osasco Audax   | 0–3    | ' Sesi/Vôlei Bauru' | 0–0   | 0–0   | 0–0   |       |       | 0–0   | 0–0       |

#### 8ª Rodada
| Data      | Hora  |                     | Placar |                | Set 1 | Set 2 | Set 3 | Set 4 | Set 5 | Total  | Relatório |
| --------- | ----- | ------------------- | ------ | -------------- | ----- | ----- | ----- | ----- | ----- | ------ | --------- |
| 20 fev 20 | 20:00 | 'Osasco Audax'      | 3–1    | Flamengo       | 25–18 | 25–20 | 16–25 | 25-13 |       | 91–63  | 91–76     |
| 20 fev 20 | 20:00 | 'Fluminense'        | 3–0    | São Caetano    | 25–10 | 25–18 | 25–14 |       |       | 75–42  | 75–42     |
| 20 fev 20 | 20:00 | 'Curitiba Vôlei'    | 3–1    | Pinheiros      | 24–26 | 30–28 | 25–19 | 25-19 |       | 104–73 | 104–91    |
| 21 fev 20 | 19:30 | 'São Paulo Barueri' | 3–0    | Valinhos       | 25–18 | 25–17 | 25–23 |       |       | 75–58  | 75–58     |
| 06 mar 20 | 21:30 | Sesi/Vôlei Bauru    | 2–3    | ' Praia Clube' | 25–21 | 13–25 | 15–25 | 25–19 | 13–15 | 91–105 | 91–105    |
| 06 mar 20 | 21:30 | 'SESC Rio'          | 3–1    | Itambé Minas   | 25–15 | 22–25 | 25–19 | 25–22 |       | 97–81  | 97–81     |

#### 9ª Rodada
| Data      | Hora  |                | Placar |                      | Set 1 | Set 2 | Set 3 | Set 4 | Set 5 | Total | Relatório |
| --------- | ----- | -------------- | ------ | -------------------- | ----- | ----- | ----- | ----- | ----- | ----- | --------- |
| 28 fev 20 | 19:30 | 'Flamengo'     | 3–0    | Curitiba Vôlei       | 25–18 | 25–14 | 25–17 |       |       | 75–49 | 75–49     |
| 28 fev 20 | 19:30 | São Caetano    | 1–3    | ' São Paulo Barueri' | 12–25 | 25–23 | 14–25 | 17-25 |       | 68–73 | 78–98     |
| 28 fev 20 | 20:00 | Pinheiros      | 0–3    | ' Fluminense'        | 15–25 | 14–25 | 21–25 |       |       | 50–75 | 50–75     |
| 28 fev 20 | 20:00 | 'Itambé Minas' | 3–1    | Sesi/Vôlei Bauru     | 17–25 | 25-19 | 25-14 | 25-21 |       | 92–25 | 92–79     |
| 28 fev 20 | 21:30 | 'Praia Clube'  | 3–0    | Osasco Audax         | 25–18 | 25–17 | 25–19 |       |       | 75–54 | 75–54     |
| 29 fev 20 | 19:00 | Valinhos       | 1–3    | ' SESC Rio'          | 14–25 | 25–23 | 18–25 | 19-25 |       | 76–73 | 76–98     |

#### 10ª Rodada
| Data      | Hora  |                     | Placar |                   | Set 1 | Set 2 | Set 3 | Set 4 | Set 5 | Total | Relatório |
| --------- | ----- | ------------------- | ------ | ----------------- | ----- | ----- | ----- | ----- | ----- | ----- | --------- |
| 02 mar 20 | 20:00 | Fluminense          | 0–3    | ' Curitiba Vôlei' | 22–25 | 24–26 | 24–26 |       |       | 70–77 | 70–77     |
| 02 mar 20 | 19:30 | 'São Paulo Barueri' | 3–1    | Pinheiros         | 25–22 | 17–25 | 25–16 | 25–20 |       | 92–83 | 92–83     |
| 02 mar 20 | 19:30 | 'Praia Clube'       | 3–0    | Flamengo          | 25–17 | 25–21 | 25–18 |       |       | 75–56 | 75–56     |
| 02 mar 20 | 19:30 | 'Sesi/Vôlei Bauru'  | 3–0    | Valinhos          | 25–15 | 25–23 | 25–10 |       |       | 75–48 | 75–48     |
| 02 mar 20 | 21:30 | 'SESC Rio'          | 3–0    | São Caetano       | 25–11 | 25–15 | 25–21 |       |       | 75–47 | 75–47     |
| 03 mar 20 | 21:30 | Osasco Audax        | 1–3    | ' Itambé Minas'   | 20–25 | 25–14 | 14–25 | 23–25 |       | 82–89 | 82–89     |

#### 11ª Rodada
| Data      | Hora  |                | Placar |                      | Set 1 | Set 2 | Set 3 | Set 4 | Set 5 | Total  | Relatório |
| --------- | ----- | -------------- | ------ | -------------------- | ----- | ----- | ----- | ----- | ----- | ------ | --------- |
| 08 mar 20 | 20:00 | Curitiba Vôlei | 1–3    | ' São Paulo Barueri' | 25–19 | 18–25 | 24–26 | 23–25 |       | 90–95  | 90–95     |
| 10 mar 20 | 21:30 | Flamengo       | 2–3    | ' Fluminense'        | 25–19 | 25–19 | 19–25 | 17–25 | 6–15  | 92–103 | 92–103    |
| 10 mar 20 | 21:30 | Pinheiros      | 0–3    | ' SESC Rio'          | 19–25 | 21–25 | 15–25 |       |       | 55–75  | 55–75     |
| 10 mar 20 | 21:30 | São Caetano    | 0–3    | ' Sesi/Vôlei Bauru'  | 19–25 | 19–25 | 24–26 |       |       | 62–76  | 62–76     |
| 10 mar 20 | 21:30 | Valinhos       | 1–3    | ' Osasco Audax'      | 22–25 | 25–20 | 19–25 | 22–25 |       | 88–95  | 88–95     |
| 10 mar 20 | 21:30 | 'Itambé Minas' | 3–1    | Praia Clube          | 23–25 | 25–16 | 25–18 | 25–16 |       | 98–75  | 98–75     |

## Playoffs
A Confederação Brasileira de Voleibol cancelou a competição antes do início da fase de quartas de finais em 19 de março de 2020 devido a pandemia de COVID-19.
|  | Quartas-de-final         | Quartas-de-final         | Quartas-de-final         | Quartas-de-final         | Quartas-de-final         |  |  | Semifinais              | Semifinais              | Semifinais              | Semifinais              | Semifinais              | Semifinais              | Semifinais              |  |  | Final                            | Final                            | Final                            | Final                            | Final                            | Final                            | Final                            |
|  | 22 a 29 de março de 2020 | 22 a 29 de março de 2020 | 22 a 29 de março de 2020 | 22 a 29 de março de 2020 | 22 a 29 de março de 2020 |  |  | 6 a 13 de abril de 2020 | 6 a 13 de abril de 2020 | 6 a 13 de abril de 2020 | 6 a 13 de abril de 2020 | 6 a 13 de abril de 2020 | 6 a 13 de abril de 2020 | 6 a 13 de abril de 2020 |  |  | 23 de abril a 12 de maio de 2020 | 23 de abril a 12 de maio de 2020 | 23 de abril a 12 de maio de 2020 | 23 de abril a 12 de maio de 2020 | 23 de abril a 12 de maio de 2020 | 23 de abril a 12 de maio de 2020 | 23 de abril a 12 de maio de 2020 |
|  |                          |                          |                          |                          |                          |  |  |                         |                         |                         |                         |                         |                         |                         |  |  |                                  |                                  |                                  |                                  |                                  |                                  |                                  |
|  | 1°                       | Praia Clube              |                          |                          |                          |  |  |                         |                         |                         |                         |                         |                         |                         |  |  |                                  |                                  |                                  |                                  |                                  |                                  |                                  |
|  | 8°                       | Curitiba Vôlei           |                          |                          |                          |  |  |                         |                         |                         |                         |                         |                         |                         |  |  |                                  |                                  |                                  |                                  |                                  |                                  |                                  |
|  | 8°                       | Curitiba Vôlei           |                          |                          |                          |  |  |                         |                         |                         |                         |                         |                         |                         |  |  |                                  |                                  |                                  |                                  |                                  |                                  |                                  |
|  |                          |                          |                          |                          |                          |  |  |                         |                         |                         |                         |                         |                         |                         |  |  |                                  |                                  |                                  |                                  |                                  |                                  |                                  |
|  |                          |                          |                          |                          |                          |  |  |                         |                         |                         |                         |                         |                         |                         |  |  |                                  |                                  |                                  |                                  |                                  |                                  |                                  |
|  | 4°                       | Sesi/Vôlei Bauru         |                          |                          |                          |  |  |                         |                         |                         |                         |                         |                         |                         |  |  |                                  |                                  |                                  |                                  |                                  |                                  |                                  |
|  | 4°                       | Sesi/Vôlei Bauru         |                          |                          |                          |  |  |                         |                         |                         |                         |                         |                         |                         |  |  |                                  |                                  |                                  |                                  |                                  |                                  |                                  |
|  | 5°                       | Osasco Audax             |                          |                          |                          |  |  |                         |                         |                         |                         |                         |                         |                         |  |  |                                  |                                  |                                  |                                  |                                  |                                  |                                  |
|  |                          |                          |                          |                          |                          |  |  |                         |                         |                         |                         |                         |                         |                         |  |  |                                  |                                  |                                  |                                  |                                  |                                  |                                  |
|  |                          |                          |                          |                          |                          |  |  |                         |                         |                         |                         |                         |                         |                         |  |  |                                  |                                  |                                  |                                  |                                  |                                  |                                  |
|  | 2ª                       | SESC Rio                 |                          |                          |                          |  |  |                         |                         |                         |                         |                         |                         |                         |  |  |                                  |                                  |                                  |                                  |                                  |                                  |                                  |
|  | 7°                       | Fluminense               |                          |                          |                          |  |  |                         |                         |                         |                         |                         |                         |                         |  |  |                                  |                                  |                                  |                                  |                                  |                                  |                                  |
|  | 7°                       | Fluminense               |                          |                          |                          |  |  |                         |                         |                         |                         |                         |                         |                         |  |  |                                  |                                  |                                  |                                  |                                  |                                  |                                  |
|  |                          |                          |                          |                          |                          |  |  |                         |                         |                         |                         |                         |                         |                         |  |  |                                  |                                  |                                  |                                  |                                  |                                  |                                  |
|  |                          |                          |                          |                          |                          |  |  |                         |                         |                         |                         |                         |                         |                         |  |  |                                  |                                  |                                  |                                  |                                  |                                  |                                  |
|  | 3º                       | Itambé Minas             |                          |                          |                          |  |  |                         |                         |                         |                         |                         |                         |                         |  |  |                                  |                                  |                                  |                                  |                                  |                                  |                                  |
|  | 3º                       | Itambé Minas             |                          |                          |                          |  |  |                         |                         |                         |                         |                         |                         |                         |  |  |                                  |                                  |                                  |                                  |                                  |                                  |                                  |
|  | 6º                       | São Paulo Barueri        |                          |                          |                          |  |  |                         |                         |                         |                         |                         |                         |                         |  |  |                                  |                                  |                                  |                                  |                                  |                                  |                                  |